# 朱妮·阿斯托尔
罗朗德·让娜·里斯特鲁奇（法語：Rolande Jeanne Risterucci，1911年12月11日—1967年8月22日），通称朱妮·阿斯托尔（Junie Astor），出生於马赛，法国女演员，首屆蘇珊娜·比安凱蒂獎得獎者。

## 外部連結
- 朱妮·阿斯托尔在互联网电影资料库（IMDb）上的資料（英文）